# Домашняя аптечка

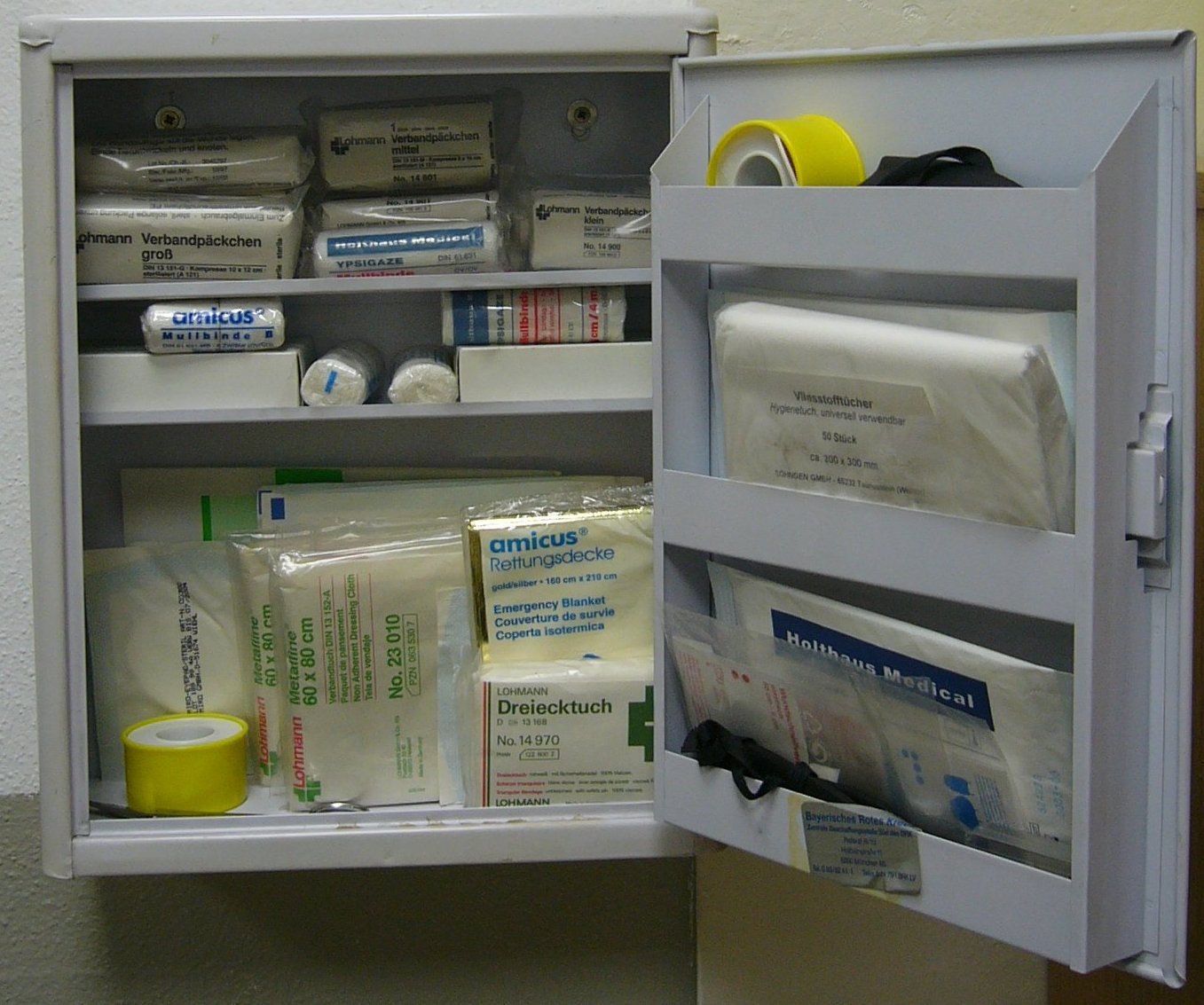

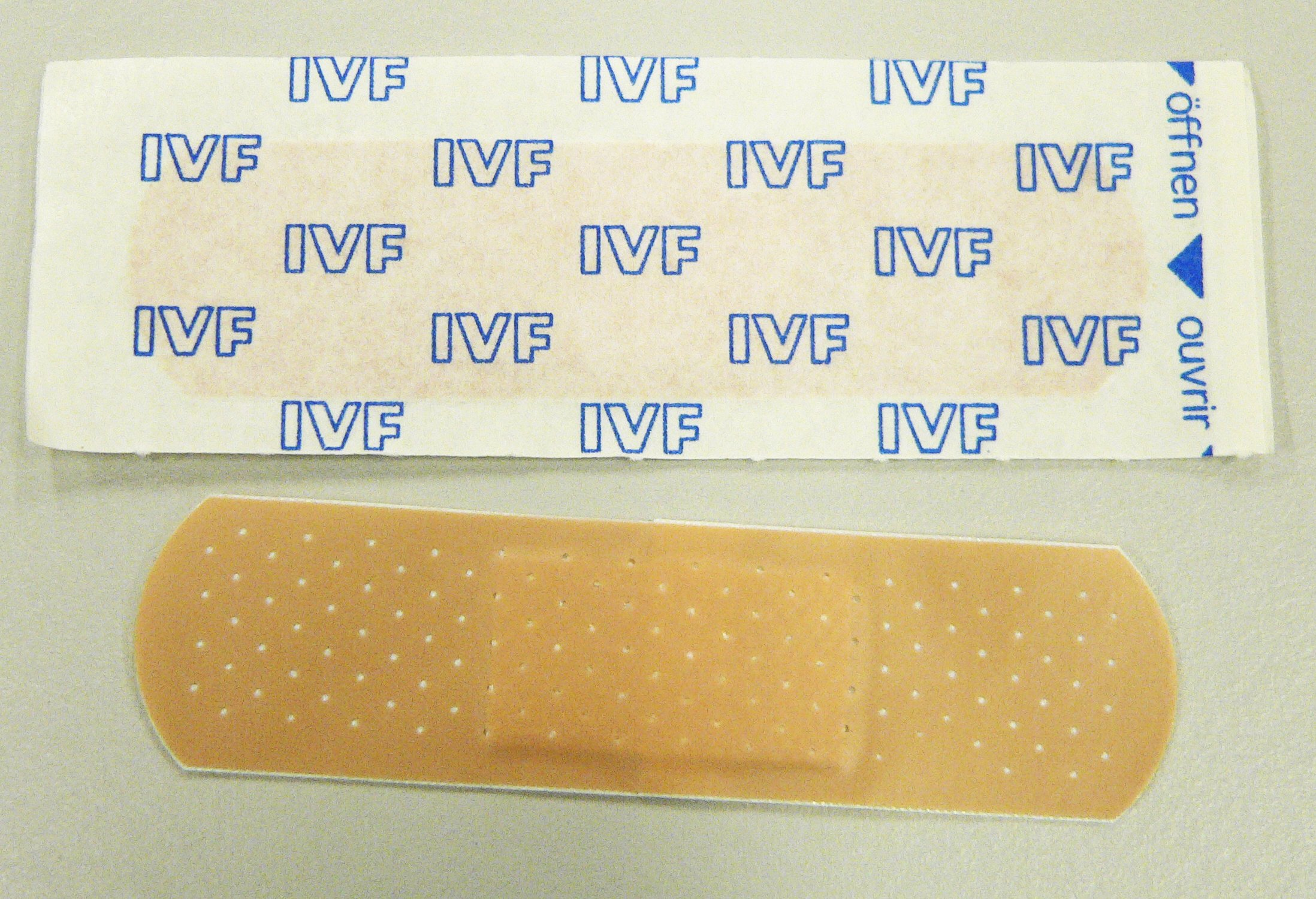
Лейкопластырь — наиболее часто используемое средство для оказания первой помощи

Домашняя аптечка — набор лекарственных средств, инструментов и приспособлений, предназначенных для оказания первой помощи и медикаментозной помощи членам семьи
Домашняя аптечка в том или ином виде имеется практически в каждом доме. Включает, как правило, самые распространённые лекарства, применяемые при бытовых травмах и те медицинские препараты, которые чаще всего бывают необходимы в той или иной семье с учётом каких-то конкретных хронических заболеваний.
Наиболее распространённый набор включает в себя:
1.	Бинты (2 больших, 2 средних, 2 малых, 1 эластичный) — для перевязки ран, укрепления повязок
2.	Ножницы
3.	Вата гигроскопическая — для компрессов
4.	Кровоостанавливающий жгут
5.	Лейкопластырь различных видов
6.	Медицинский термометр
7.	Антисептическая мазь (для порезов и царапин)
8.	Средства применяемые при укусах насекомых
9.	Валидол
10.	Аспирин (или парацетамол)
11.	Средство от диареи
12.	Антацидная жидкость или таблетки (при расстройствах пищеварения)
13.	Глазная примочка/сульфацил натрия
14.	Вазелин (при опрелостях и потёртостях)
15.	Анальгин или баралгин
16.	Валокордин или корвалол
17.	Нашатырный спирт